# 哈斯克 (北卡羅萊納州)
哈斯克（英語：Husk）是位於美國北卡羅萊納州阿什縣的非建制地區。

## 歷史
哈斯克的郵局於1882年設立，其後於1995年停運。

## 地理
哈斯克所處的海拔為高於海平面952米（即3123英呎），而該地所採用的時區為UTC-5，即北美东部时区（EST）。同時該地設有夏令時間，為UTC-5調快一小時，即UTC-4（EDT）。